# ثاد لاكنبيل
ثاد لاكنبيل (بالإنجليزية: Thad Luckinbill)‏ هو منتج أفلام وممثل أمريكي، ولد في 24 أبريل 1975 بإنيد في الولايات المتحدة.

## أعمال

### أفلام
- (2003) متزوجان للتو[4]
- (2015) ديموليشن
- (2018) جنود الحصان[5][5]

### مسلسلات
- الساحرة المراهقة سابرينا
- شبح هامس

## وصلات خارجية
- ثاد لاكنبيل على موقع IMDb (الإنجليزية)
- ثاد لاكنبيل على موقع ألو سيني (الفرنسية)
- ثاد لاكنبيل على موقع أول موفي (الإنجليزية)
- ثاد لاكنبيل على موقع قاعدة بيانات الأفلام السويدية (السويدية)
- ثاد لاكنبيل على موقع إن إن دي بي (الإنجليزية)
- ثاد لاكنبيل على موقع قاعدة بيانات الفيلم (الإنجليزية)
- ثاد لاكنبيل على موقع كينوبويسك (الروسية)